# Harbin Z-9
Harbin Z-9 (kin. 海豚, hrv. Delfin, NATO naziv: Haitun) je srednje teški višenamjenski dvomotorni helikopter kojeg proizvodi kineska avio industrija Harbin. Riječ je o kineskoj licencnoj kopiji Eurocopterovog modela Dauphin.

## Dizajn i razvoj
Prvi Z-9 je proizveden u Kini od dijelova koje je dostavio francuski proizvođač Aérospatiale a poletio je 1981. godine. Model Z-9B koji je konstruiran od 70% dijelova kineske proizvodnje uspješno je poletio 16. siječnja 1992. Do studenog iste godine dovršena su sva letna testiranja a do sljedećeg mjeseca i cjelokupni dizajn. Proizvodnja Z-9B započela je 1993. dok je u kinesku narodno-oslobodilačku vojsku helikopter uveden 1994.
Značajke modela Z-9B je stražnji fenestron repni rotor s 11 kompozitnih lopatica umjesto 13 koliko ih je na Dauphinovom osnovnom modelu AS 365N. Služi lakom taktičkom transportu te je može prevoziti deset vojnika u punoj ratnoj opremi.
Općenito, Z-9 je bio identičan originalu 365N Dauphin iako će kasnije inačice Z-9 koristiti mnogo više kompozitnih materijala kako bi se povećala strukturna snaga te smanjio radarski obris. Glavni rotor ima četiri lopatice a dva pogonska motora smještena su iznad pilotske kabine čime je identičan francuskom modelu 365N.
Oružani helikopteri istaknuli su se u kineskoj vojsci početkom 1990-ih a među njima bili su i Harbinovi modeli WZ-9 i Z-9W s ugrađenim pilonima za prijenos i ispaljivanje protuoklopnih projektila. Ti helikopteri nisu imali upravljivost te izdržljivost kao jurišni helikopteri a kao takvi bili su privremeno rješenje tijekom razvoja WZ-10.
Tijekom 1990-ih je predstavljena mornarička inačica Z-9C koja se mogla koristiti za protupodmorničko ratovanje te misije potrage i spašavanja. Tako se na njega može montirati X-band KLC-1 radar za površinsko pretraživanja i otkrivanje površinskih ciljeva koji su izvan dosega brodskih radarskih sustava.
Z-9W je predstavljen 2005. godine te je imao mogućnost noćnog napada a ispod nosa mu je instalirana oprema za noćno i infracrveno promatranje i praćenje.

## Inačice
- Z-9: kineska licencna kopija Dauphinovog modela AS.365N1.
- Z-9A: licencna kopija Dauphinovog modela AS.365N2 ali proizvedena u potpunosti od kineskih dijelova.
- Z-9A-100: prototip kasnijih inačica za domaće tržište s WZ8A motorima. Prvi puta je poletio 16. siječnja 1992. a odobren je 30. prosinca 1992.
- Z-9B: početna inačica temeljena na Z-9A-100 a koja je namijenjena višenamjenskim ulogama.
- Z-9C: kineska licencna kopija Eurocopter Panthera za potrebe mornaričkog zrakoplovstva.
- Z-9EC: inačica namijenjena protupodmorničkom ratovanju koja je namijenjena pakistanskom mornaričkom zrakoplovstvu. Helikopter se sastoji od radara s pulsnom kompresijom, podmorskim sonarom niske frekvencije, prijemnikom za upozorenje i navigacijskim sustavom. Također, helikopter je naoružan s torpedima koje u pakistanskoj mornarici koriste fregate klase F-22P Zulfiquar.

- Z-9W (WZ-9): oružana inačica s dodatnim pilonima za postavljanje oružja i žiroskopa dok je na krovu montirana optika. Izvozni model nosi oznaku Z-9G dok je optika na krovu dodatna opcija.
- Z-9WA: novija inačica osposobljena za rad noću s FLIR sustavom montiranim na nosu. U srpnju 2011. kineska novinska agencija Xinhua jr objavila fotografiju Z-9WA koji ispaljuje zrak-zemlja projektil ADK10.[4] Piloti koriste kacige domaće proizvodnje koje imaju ugrađeni display te se preko njih mogu ispaljivati protutenkovski projektili HJ-8/9/10 te protubrodske rakete C-701/703 i TL-1/10. Kao oružje vlastite samoobrane, Z-9WA može biti opremljen s TY-90 te ostalim prijenosnim protuzračnim projektilima.[5]
- H410A: inačica s WZ8C motorima pojedinačne snage 635 kW. Inačica je prvi puta poletjela u rujnu 2001. dok je certifikat od Kineske zrakoplovne agencije dobiven 10. srpnja 2002.
- H425: najnovija VIP inačica modela H410A.
- H450: inačica u razvoju.
- WZ-19: stealth inačica jurišnog helikoptera s tandemskim sjedalima te istim motorom koji koristi Z-9WA. Prema medijskim izvještajima, WZ-19 je svoj probni let izvršio u svibnju 2010. dok se u rujnu iste godine prototip helikoptera srušio tijekom testnog leta.[6]

## Korisnici
- NR Kina: primarni korisnik. U službi kineskog mornaričkog zrakoplovstva je 21 a u zračnim snagama kopnene vojske 221 helikopter.[7]
- Bolivija: bolivijska vojska.[8]
- Gana: ganske zračne snage.[9]
- Kambodža: kambodžansko ratno zrakoplovstvo.[10]
- Kenija: kenijske obrambene snage.[8][11]
- Laos: zračne snage laoške kopnene vojske.[8][12]
- Mali: malijsko ratno zrakoplovstvo.[8]
- Mauretanija: mauritanijsko ratno zrakoplovstvo.[8]
- Pakistan: zračno krilo pakistanske ratne mornarice.[8]
- Venezuela: venezuelanska ratna mornarica.[13]
- Zambija: zambijske zračne snage.[14]

## Tehničke karakteristike (WZ-19)
Izvori podataka: Chinese aircraft
Osnovne karakteristike
- posada: 2
- kapacitet: 10 vojnika u punoj ratnoj opremi (Z-9B)
- dužina: 12 m
- promjer rotora: 11,93 m
- visina: 4,01 m

Letne karakteristike
- najveća brzina: 280 km/h (174 mph)
- ekonomska brzina: 245 km/h (152 mph)
- dolet: 700 km (435 milja)
- brzina penjanja: 9 m/s
- motor: 2× WZ-8C turboshaft motora

Naoružanje
- naoružanje:
- Top: 2× 23 mm topa (fiksno postavljeni)
- Nosač oružja: više pilona na koje se mogu montirati:
- Projektili:
  - Zrak-zrak projektili
    - TY-90
    - različiti prijenosni protuzračni projektili (MANPADS)

  - Zrak-zemlja projektili
    - ADK10

  - Protutenkovski projektili
    - HJ-8/9/10

  - Protubrodski projektili
    - C-701/703
    - TL-1/10

  - Torpedo
    - ET52

## Vidjeti također
Povezani helikopteri
- Eurocopter Dauphin
- Eurocopter Panther

Usporedivi helikopteri
- AgustaWestland AW109
- Bell 222/230/430
- Sikorsky S-70

## Vanjske poveznice
- Zhi-9W Attack Helicopter
- Air Force World.com